# 顔玉光
顔 玉光（がん ぎょくこう、530年 - 576年）は、中国北斉の文宣帝高洋の夫人（側室）。玉光は字である。本貫は斉州。
顔回の子孫を称した。すばらしい美貌の持ち主であったという。550年、北斉が建てられると、西朝嬪となった。文宣帝の寵愛を受け、553年に高紹廉を生み、弘徳夫人に転じた。
576年8月26日、北斉の滅亡間際の頃、鄴で死去した。享年47。太妃の位を追贈された。

## 伝記資料
- 大斉文宣皇帝弘徳夫人墓誌銘